# احد بوموسی
احد بوموسی (به فرانسوی: Had Boumoussa) یک شهرک در مراکش است که در استان فقیه بن صالح واقع شده‌است. احد بوموسی ۴۱٬۷۳۱ نفر جمعیت دارد.